# Arhopala amphis
Arhopala amphis är en fjärilsart som beskrevs av Waterhouse 1942. Arhopala amphis ingår i släktet Arhopala och familjen juvelvingar. Inga underarter finns listade i Catalogue of Life.